# Zsigmond Ferenc (irodalomtörténész)
Zsigmond Ferenc (Kunhegyes, 1883. március 6. – Kunhegyes, 1949. július 20.) irodalomtörténész, a Magyar Tudományos Akadémia rendes tagja. Életművének fő vonulatát magyar irodalomtörténeti portrék egész sora adja. Munkásságának kiemelkedő eredménye Jókai-monográfiája, de úttörő jelentőségűek Mikszáth- és Ady-kutatásai is.

## Életútja
Középiskoláit Mezőtúron végezte. 1902-ben iratkozott be a Kolozsvári Magyar Királyi Ferenc József Tudományegyetemre, itt szerzett 1905-ben magyar–latin szakos tanári képesítést, 1906-ban pedig bölcsészdoktori oklevelet. 1906-tól a karcagi református főgimnáziumban tanított, 1922-ben pedig a debreceni református kollégium gimnáziumi tanára lett. A kollégiumi oktatómunkával párhuzamosan, 1923-ban magyar irodalomtörténetből magántanárrá habilitált a debreceni Tisza István Tudományegyetemen, 1930-tól pedig már címzetes nyilvános rendkívüli tanári címmel oktatott.
1934-ben tanári állásait a kollégiumban és az egyetemen egyaránt feladva nyugalomba vonult, és a fővárosba költözött. 1942-ben visszautasította a debreceni egyetemről érkező felkérést a magyar irodalomtörténeti tanszéken végzett oktatásra, s visszatért szülőfalujába, Kunhegyesre. Öngyilkossággal vetett véget életének.

## Munkássága
Magyar irodalomtörténeti kutatásaiban egyes szerzők életrajzának árnyalt kidolgozására, alkotómódszerük és életművük áttekintésére vállalkozott. Bölcsészdoktori értekezését korának népszerű, mára a köztudatból kikopott költőjéről, Lévay Józsefről írta. Ezt követően mintegy másfél évtizednek kellett eltelnie, hogy tanári pályája mellett irodalomtörténeti kutatásokkal is foglalkozzék. Külön tanulmányt szentelt Vas Gerebennek (1919), Gárdonyi Gézának (1921), az elsők között foglalkozott Mikszáth Kálmán írói egyéniségével és munkásságával (1923, 1927), Ady Endre irodalmi recepciójával és hatásával (1928). Irodalmi portréi sorában kiemelkedik Jókai Mórról írott monográfiája (1924), de jelentősek Jósika Miklósról (1927), Herczeg Ferencről (1928), Dugonics Andrásról (1936) és Vörösmarty Mihályról (1940) írott tanulmányai is. Jegyzetekkel ellátva újra kiadta Jósika Miklós Abafi című romantikus regényét.
Szélesebb kitekintésű vizsgálatokat folytatott a műfordítás elméleti kérdéseiről (1939), illetve a magyar irodalomban megjelenő orosz irodalmi hatásokról (1945).
Tankönyvírói és -szerkesztői munkássága szintén jelentős volt. 1926-tól részt vett a Franklin kiadó által megjelentetett Magyar Iskolakönyvek Sorozata szerkesztőbizottsági munkálataiban. 1932-ben A magyar nemzeti irodalom története címmel tankönyvet, 1940-ben pedig Magyar irodalmi olvasókönyv címmel irodalmi szövegtárat adott ki az általános iskolák felsőbb osztályai számára.

### Társasági tagságai és elismerései
1925-ben a Magyar Tudományos Akadémia levelező, 1942-ben rendes tagjává választották. 1944-ig választmányi tagja volt a Magyar Protestáns Irodalmi Társaságnak.

### Főbb művei
- Lévay József élete és költészete. Budapest: Grill. 1906.
- Jókai. Budapest: Magyar Tudományos Akadémia. 1924.   (A Magyar Tudományos Akadémia Könyvkiadó Vállalata)
- Jókai Mór élete és művei. Budapest: Bethlen ny. 1924.  = Bethlen-könyvtár,  8.
- Az Ady-kérdés története idézetekben. Mezőtúr: Török. 1928.
- Herczeg Ferenc. Debrecen: Csokonai Kör. 1928.  = Csokonai Könyvtár,  2.
- A debreceni református kollégium története 1538 (?) – 1938. Debrecen: Tiszántúli Református Egyházkerület. 1937.
- Orosz hatások irodalmunkban. Budapest: Magyar Tudományos Akadémia. 1945.  = Értekezések a nyelv- és széptudományok köréből,

## Egyéb irodalom
- Szinnyei József: Magyar írók élete és munkái I–XIV. Budapest: Hornyánszky. 1891–1914.
- Gulyás Pál: Magyar írók élete és munkái – új sorozat I–XIX. Budapest: Magyar Könyvtárosok és Levéltárosok Egyesülete. 1939–1944.  , 1990–2002, a VII. kötettől (1990–) sajtó alá rendezte: Viczián János